# Louis Rémy Desjobert
Pour les articles homonymes, voir Desjobert.
Louis Rémy Eugène Desjobert (Châteauroux, 16 avril 1817 - Paris, 25 octobre 1863) est un peintre aquarelliste, dessinateur et lithographe français.

## Biographie
Élève d'André Jolivard puis de Théodore Caruelle d'Aligny, il débute au Salon de 1842 et remporte trois médailles, l'une au Salon de 1855, l'autre au Salon de 1857 puis une dernière médaille au Salon de 1861. On lui doit de nombreux paysages dont une grande partie sont dans des collections privées.
Sa santé est fragile. Il est atteint d'une maladie des yeux qui menace de le rendre aveugle ; il meurt à 46 ans en 1863.
Il est décoré de la Légion d'honneur en juillet 1863.
D'après plusieurs catalogues de Salon, le peintre Armand Beauvais fut son élève.

## Œuvres
- Troupeau au pâturage, non daté, huile sur toile, 74 x 91 cm, Châteauroux, Musée Bertrand, no 1339, achat
- Chaumière à la lisière d'un bois, non daté, huile sur toile, 55 x 37 cm, Châteauroux, Musée Bertrand, no 1970.6.64, legs Edmé Richard
- Paysage : rivière avec personnage, 1861, huile sur toile, 25 x 19 cm, Châteauroux, Musée Bertrand, no 1170, achat
- Nu dans l'atelier, non daté, huile sur toile, 29 x 25 cm, Châteauroux, Musée Bertrand, no 1362
- Paysage : dans un parc, non daté, crayon et fusain, 50 x 62 cm (avec cadre), Châteauroux, Musée Bertrand, no 1970.6.65, legs Edmé Richard
- Les paysagistes, 1851, huile sur toile, 94 x 78 cm, Guéret, Musée d'art et d'archéologie, dépôt de l’État, 1910[2]
- Bord de la Sarthe, Musée de Vendôme[3]
- Étude de terrain à Villiers le Bel, Musée de Vendôme[4]
- L'automne dans les bois, 1857, 66 x 50 cm, Besançon, Musée d'art et d'archéologie, no 2022.3.178[5]
- Bords de la Marne, Musée de Tessé, Le Mans
- Préau de Charenton, Musée de Tessé
- Sous bois, Musée de Tessé
- Sur les côtes normandes, Musée de Tessé
- Sous-bois en forêt de Fontainebleau, Musée d'art d'archéologie et de sciences naturelles de Troyes
- Un clos normand, Mairie du Mans
- Le bucheron, 1843
- Liseuse au bord de l'eau, 1858
- Sous les pommiers, 1861